# 体育倉庫〜ジムくんとゆかいな仲間たち〜
『体育倉庫〜ジムくんとゆかいな仲間たち〜』（たいいくそうこ ジムくんとゆかいななかまたち）は、フジテレビ制作のテレビアニメである。ハイビジョン放送。
キャラクターの声優を、すべてフジテレビ所属のアナウンサーが務めており、最初はフジテレビ地上波のローカル番組として放送され、その後BSフジでの放送を経て、系列ネット番組へと発展した。

## 概要
とある学校の体育倉庫を舞台に、五輪選手を目指す主人公と体操競技の器具たちが繰り広げる物語。

### キャスト
- ジムくん：加藤綾子
- アンバー：中野美奈子
- チョーバー：生野陽子
- ガイ：西山喜久恵
- だんち：松尾翠
- キン：伊藤利尋
- ユカゾウ：福井謙二

ほか

## 放送局
| 放送地域   | 放送局                    | 放送期間                                                             | 放送日時                                                                           | 備考                                                      |
| ---------- | ------------------------- | -------------------------------------------------------------------- | ---------------------------------------------------------------------------------- | --------------------------------------------------------- |
| 関東広域圏 | フジテレビ（CX）          | 2009年7月5日 - 2009年8月30日 2010年6月13日 -10月17日 2011年7月17日 - | 日曜 5時20分 - 5時30分（2009年放送分） 日曜 24時40分 - 24時50分（2010年放送分）    | 制作局                                                    |
| 日本全域   | BSフジ                    | 2009年10月5日 - 2009年10月26日 2010年6月28日-? 2011年7月18日 -       | 月曜 12時30分 - 12時50分（2009年放送分） 月曜 12時45分 - 12時55分（2010年放送分-） | BSデジタル放送 2話連続（2009年放送分） 再放送実績複数あり |
| 北海道     | 北海道文化放送（UHB）     | 2010年6月13日 -                                                      | 日曜 24時40分 - 24時50分                                                           | フジテレビ放送の 同時刻ネット                             |
| 岩手県     | 岩手めんこいテレビ（MIT） | 2010年6月13日 -                                                      | 日曜 24時40分 - 24時50分                                                           | フジテレビ放送の 同時刻ネット                             |
| 宮城県     | 仙台放送（OX）            | 2010年6月13日 -                                                      | 日曜 24時40分 - 24時50分                                                           | フジテレビ放送の 同時刻ネット                             |
| 山形県     | さくらんぼテレビ（SAY）   | 2010年6月13日 -                                                      | 日曜 24時40分 - 24時50分                                                           | フジテレビ放送の 同時刻ネット                             |
| 福島県     | 福島テレビ（FTV）         | 2010年6月13日 -                                                      | 日曜 24時40分 - 24時50分                                                           | フジテレビ放送の 同時刻ネット                             |
| 新潟県     | NST新潟総合テレビ（NST）  | 2010年6月13日 -                                                      | 日曜 24時40分 - 24時50分                                                           | フジテレビ放送の 同時刻ネット                             |
| 静岡県     | テレビ静岡（SUT）         | 2010年6月13日 -                                                      | 日曜 24時40分 - 24時50分                                                           | フジテレビ放送の 同時刻ネット                             |
| 福井県     | 福井テレビ（FTB）         | 2010年6月13日 -                                                      | 日曜 24時40分 - 24時50分                                                           | フジテレビ放送の 同時刻ネット                             |
| 長崎県     | テレビ長崎（KTN）         | 2010年6月13日 -                                                      | 日曜 24時40分 - 24時50分                                                           | フジテレビ放送の 同時刻ネット                             |
| 熊本県     | テレビ熊本（TKU）         | 2010年6月13日 -                                                      | 日曜 24時40分 - 24時50分                                                           | フジテレビ放送の 同時刻ネット                             |

※北海道文化放送は第2話以降の放送はしていない。

## 内容

### 2010年度
本編のあとに知って得する体操の技の豆知識「技　Wazapedia」と「湾岸体操」がある。